# 1677

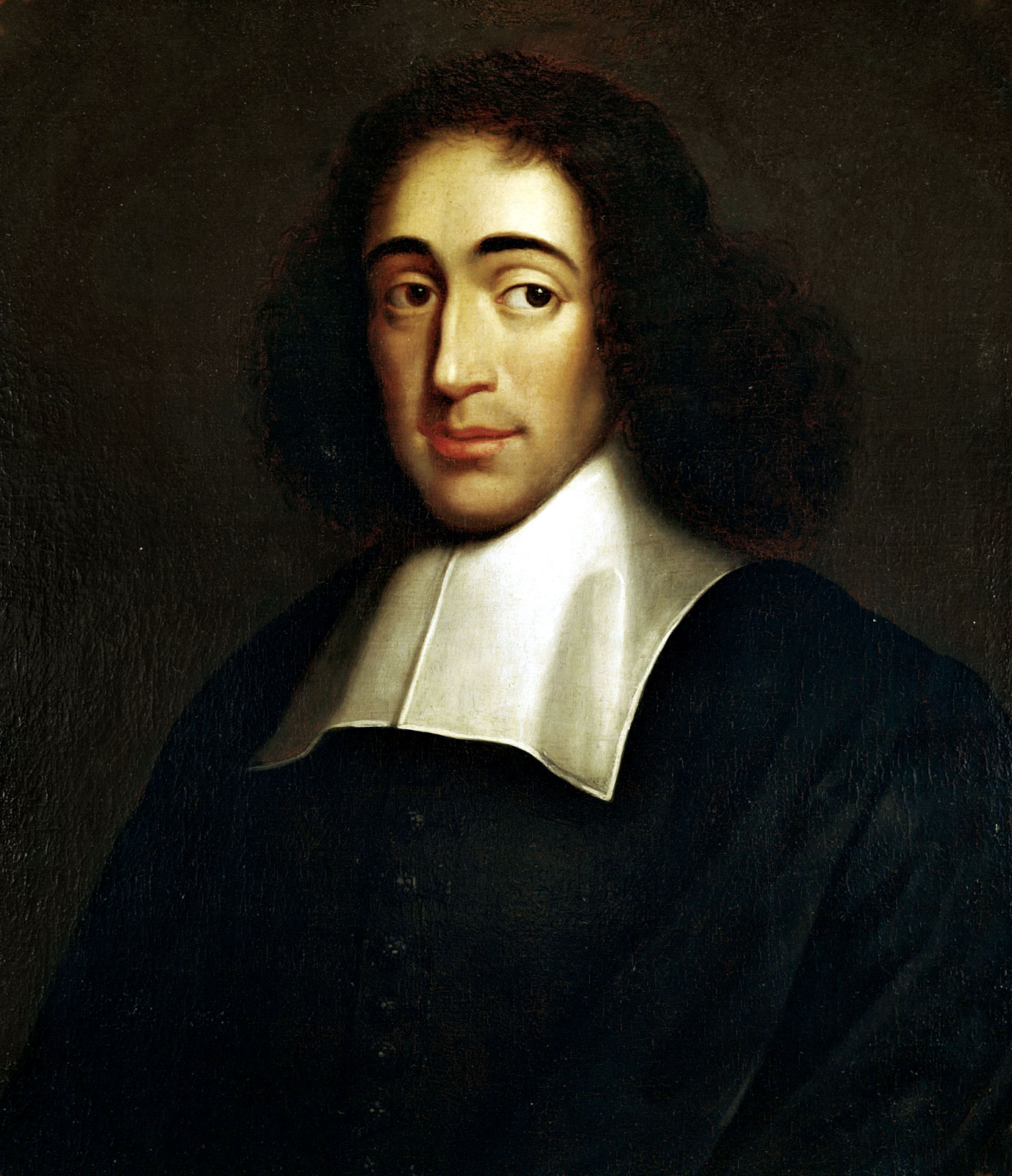
Spinoza

Het jaar 1677 is het 77e jaar in de 17e eeuw volgens de christelijke jaartelling.

## Gebeurtenissen
april
- 11 - De Slag bij Kassel of Slag aan de Penebeek draait uit op een Franse overwinning. Het gevolg is dat een deel van Vlaanderen aan Frankrijk wordt aangehecht (Sint-Omaars, Kassel, Belle, Ieper).

mei
- 29 - Het verdrag van Middle Plantation maakt een eind aan de Rebellie van Bacon in Virginia.

juni
- 2 - Johan van Nassau-Idstein wordt opgevolgd door zijn zoon George August Samuel.

augustus
- 22 - De Franse generaal Melac plundert en verwoest Sittard. Slechts 68 gebouwen en twee kloosters blijven gespaard.

september
- 21 - Jan van der Heijden en zijn broer krijgen octrooi op een brandspuit die onafgebroken water kan geven.

oktober
- 9 - Gustaaf Adolf van Nassau-Saarbrücken wordt opgevolgd door zijn zoon Lodewijk Crato.

## Bouwkunst

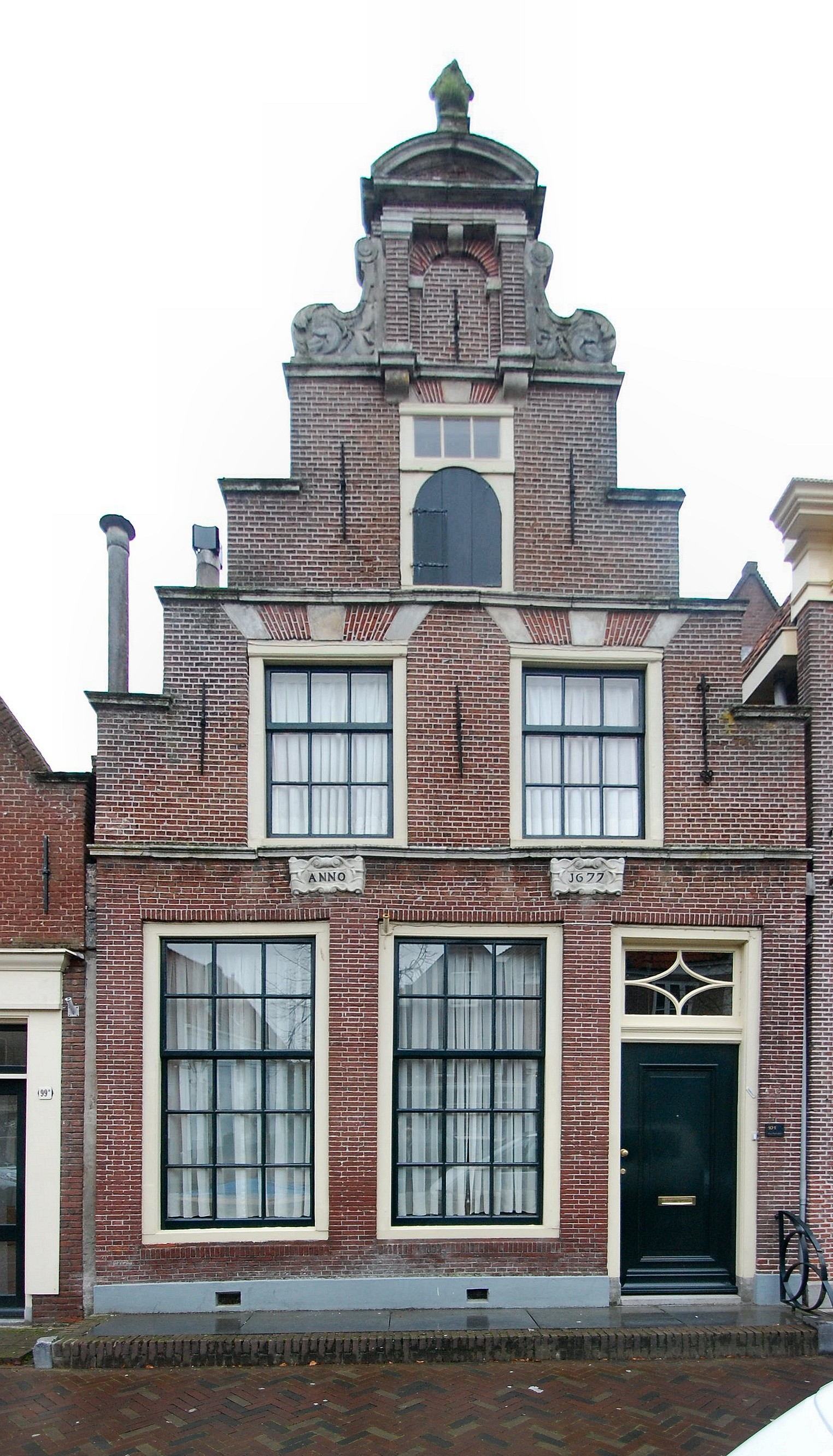
Woonhuis, Alkmaar (1677)

## Geboren
augustus
- 9 - Jacob Campo Weyerman, Nederlands prozaschrijver en schilder

september
- 17 - Stephen Hales, Engels fysioloog, chemicus, botanicus en uitvinder

## Overleden
januari
- 18 - Jan van Riebeeck (57), stichter van de eerste Europese kolonie in Zuid-Afrika

februari
- 21 - Baruch Spinoza (44), Nederlands filosoof

juni
- 2 - Johan van Nassau-Idstein (73), graaf van Nassau-Idstein

augustus
- Matthew Locke (56), Brits componist

oktober
- 9 - Gustaaf Adolf van Nassau-Saarbrücken (45), graaf van Nassau-Saarbrücken

november
- 1 - Maria Petyt (54), Vlaamse mystica en schrijfster
- 11 - Barbara Strozzi (58), Italiaans componiste en zangeres

december
- 12 - Jacob Binckes (40), Nederlandse zeeheld, heroverde met Cornelis Evertsen de Jongste in 1673 Nieuw-Amsterdam, behaalde bij de Eerste Slag bij Tobago een strategische overwinning tegen de Fransen, maar sneuvelde bij de Tweede Slag bij Tobago.

datum onbekend
- Frances Wolfreston (c. 70), Britse boekenverzamelaar